# Farm Stall

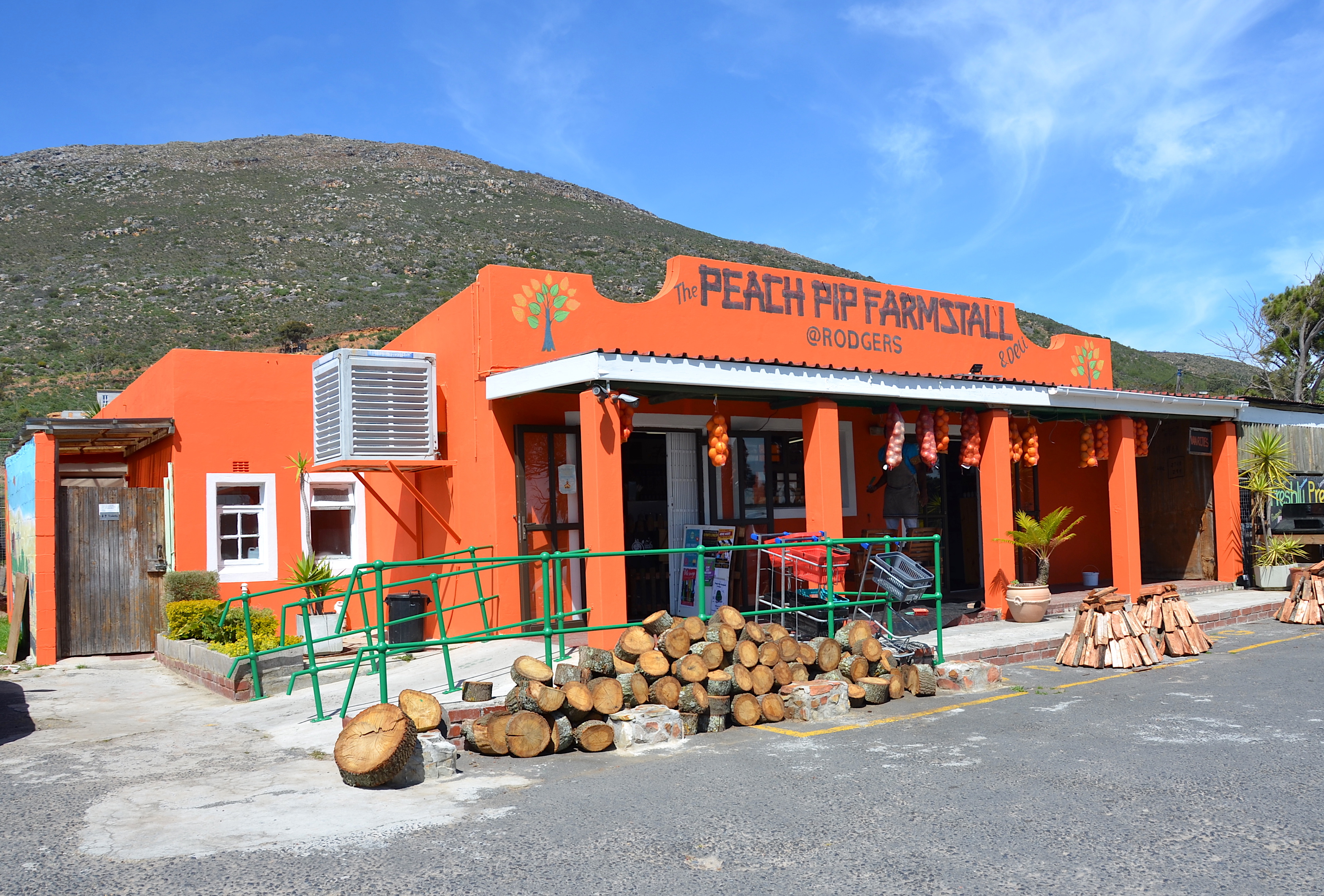
Peach Pip Farmstall in Kommetjie

Ein Farm Stall (auch Farmstall oder auf Afrikaans padstal) ist in Südafrika ein meist von Landwirten betriebenes Geschäft an einer Fernstraße. Farm Stalls sind in allen Provinzen Südafrikas zu finden. Am Anfang waren es kleine Stände, die neben den Straßen aufgebaut wurden, manche bestehen schon seit den 1970er Jahren.
Sie sind unabhängig und handeln überwiegend mit lokalen und selbstgemachten Produkten. Das Angebot umfasst farmeigene sowie Produkte benachbarter Farmen. Dazu gehören Jam (Marmelade), Butter, Brot, Käse, getrocknete Früchte und Nüsse, Eier, Pies (Pasteten), Kaffee oder Weine bis hin zu schmiedeeisernen Arbeiten, Holzmöbeln und anderen Handarbeiten. Örtliche Farmarbeiter können sich einen Nebenverdienst erwerben, indem sie Marmeladen, Konserven und auch Kleidung herstellen, die im Laden angeboten werden. Beliebt ist auch Holz für ein typisches Braai.
Die meisten Farm Stalls sind täglich geöffnet und bieten in einem integrierten Café typisches südafrikanisches Essen wie Roosterkoek (auf einem Holzkohle-Grill gegarter Brotteig), Lemon Meringue Pie, Koeksister und Bobotie sowie Getränke wie Ginger Beer an.